# Fernando Suárez de Figueroa
Fernando Suárez de Figueroa (Sabiote, 4 de febrero de 1533-Baeza, 2 de agosto de 1608) fue un prelado católico castellano que ocupó el cargo de obispo de Canarias (1587-1597) y obispo de Zamora (1597-1608).

## Biografía
Fernando nació el 4 de febrero de 1533, en la localidad de Sabiote, Corona de Castilla.
El 22 de junio de 1587, el papa Sixto V lo nombró obispo de Canarias. Fue consagrado el 30 de agosto del mismo año, en Madrid, a manos del cardenal-arzobispo Gaspar de Quiroga y Vela. En Canarias se enfrentó a la piratearía inglesa y francesa.
El 26 de marzo de 1597, el papa Clemente VIII lo nombró obispo de Zamora, sede en la que permaneció hasta su muerte el 2 de agosto de 1608, en Baeza.